# Kandar Sidi Khiar
Kandar Sidi Khiar (franska: Kandar Sidi Khiar (CR), Kandar Sidi Khiar (Commune Rurale), arabiska: كلاز) är en kommun i Marocko.   Den ligger i provinsen Sefrou och regionen Fès-Meknès, i den nordöstra delen av landet, 180 km öster om huvudstaden Rabat. Antalet invånare är 8 709.